# Afia Charles
Afia Charles (Greenbelt, 22 luglio 1992) è una velocista antiguo-barbudana, specializzata nei 400 metri piani.

## Biografia
Charles è nata a Greenbelt, Maryland, Stati Uniti d'America, ma la madre Ruperta è originaria di Antigua, ed ha partecipato per questa nazione alle olimpiadi del 1984 di Los Angeles. Charles è alta 171 centimetri.
Charles ha frequentato la Eleanor Roosevelt High School dove ha vinto nella 4 × 400 metri nel campionato statunitense del 2008, svoltosi a Penn Relays. Sta attualmente (2012) frequentando la University of Central Florida (UCF), dove fa parte della squadra di atletica leggera chiamata UCF Knights. Durante il primo anno ha vinto la medaglia di bronzo nei 400 metri al CARIFTA Games 2011 tenutosi a Montego Bay, in Giamaica. Gareggiando per Antigua ha stabilito un proprio primato personale di 54,23 secondi. Ha stabilito il nuovo record scolastico per il 400 metri all'aperto col tempo di 53,6 secondi, ed ha fatto parte del 4 × 400 che ha partecipato alla NCAA Women's Indoor Track and Field Championship del 2011. Nel secondo anno ha corso in 54,17 vincendo la medaglia d'oro nei 400 metri al C-USA Indoor Championships. È allenata presso la UCF da Caryl Smith Gilbert.
Nel luglio 2011 è stata scelta per rappresentare Antigua e Barbuda ai giochi olimpici del 2012 nella specialità dei 400 metri piani femminili. L'evento si svolgerà presso lo Stadio Olimpico di Londra dal 3 al 5 agosto. Per prepararsi ai giochi Charles ha lavorato con DeeDee Trotter, medaglia d'oro olimpica ad Atene 2004 nei 4 × 400 metri, qualificatosi anche per la squadra statunitense di Londra 2012 ed amico di Smith Gilbert da quando entrambi frequentavano l'università del Tennessee.

## Palmarès
| Anno | Manifestazione          | Sede     | Evento      | Risultato  | Prestazione | Note |
| ---- | ----------------------- | -------- | ----------- | ---------- | ----------- | ---- |
| 2012 | Giochi olimpici         | Londra   | 400 m piani | Batteria   | 54"25       |      |
| 2014 | Giochi del Commonwealth | Glasgow  | 400 m piani | Batteria   | dq          |      |
| 2015 | Campionati NACAC        | San José | 400 m piani | Semifinale | 54"09       |      |